# Tetsuo Nishimoto
Tetsuo Nishimoto (jap. 西本哲雄, ur. 16 grudnia 1950 w Hiroszimie) – japoński siatkarz, medalista igrzysk olimpijskich.

## Życiorys
Nishimoto był w składzie reprezentacji Japonii podczas igrzysk 1972 w Monachium. Zagrał wówczas w trzech z pięciu meczów fazy grupowej, po której Japończycy zajęli pierwsze miejsce w grupie, oraz wygranym półfinale z Bułgarią. Jego reprezentacja zdobyła złoto po zwycięstwie nad Niemcami Wschodnimi w finale.
Ponownie na igrzyskach wystąpił w 1976, w Montrealu. Nishimoto zagrał w trzech z czterech meczów w fazie grupowej, przegranym półfinale z Polską oraz w przegranym pojedynku o brąz z Kubańczykami.
Był trenerem japońskiego zespołu JT Thunders.